# Marbéville
Marbéville ist eine französische Gemeinde mit 100 Einwohnern (Stand: 1. Januar 2022) im Département Haute-Marne in der Region Grand Est. Sie gehört zum Kanton Bologne und zum Arrondissement Chaumont. Die Bewohner werden Marbévillois und Marbévilloises genannt.

## Geografie
Die Gemeinde Marbéville liegt etwa 20 Kilometer nördlich von Chaumont. Sie ist umgeben von folgenden Nachbargemeinden:
| Guindrecourt-sur-Blaise   | Ambonville                                  | Mirbel             |
| Colombey les Deux Églises | Kompassrose, die auf Nachbargemeinden zeigt | Vignory            |
| Juzennecourt              | Sexfontaines Ormoy-lès-Sexfontaines         | Soncourt-sur-Marne |

## Bevölkerungsentwicklung

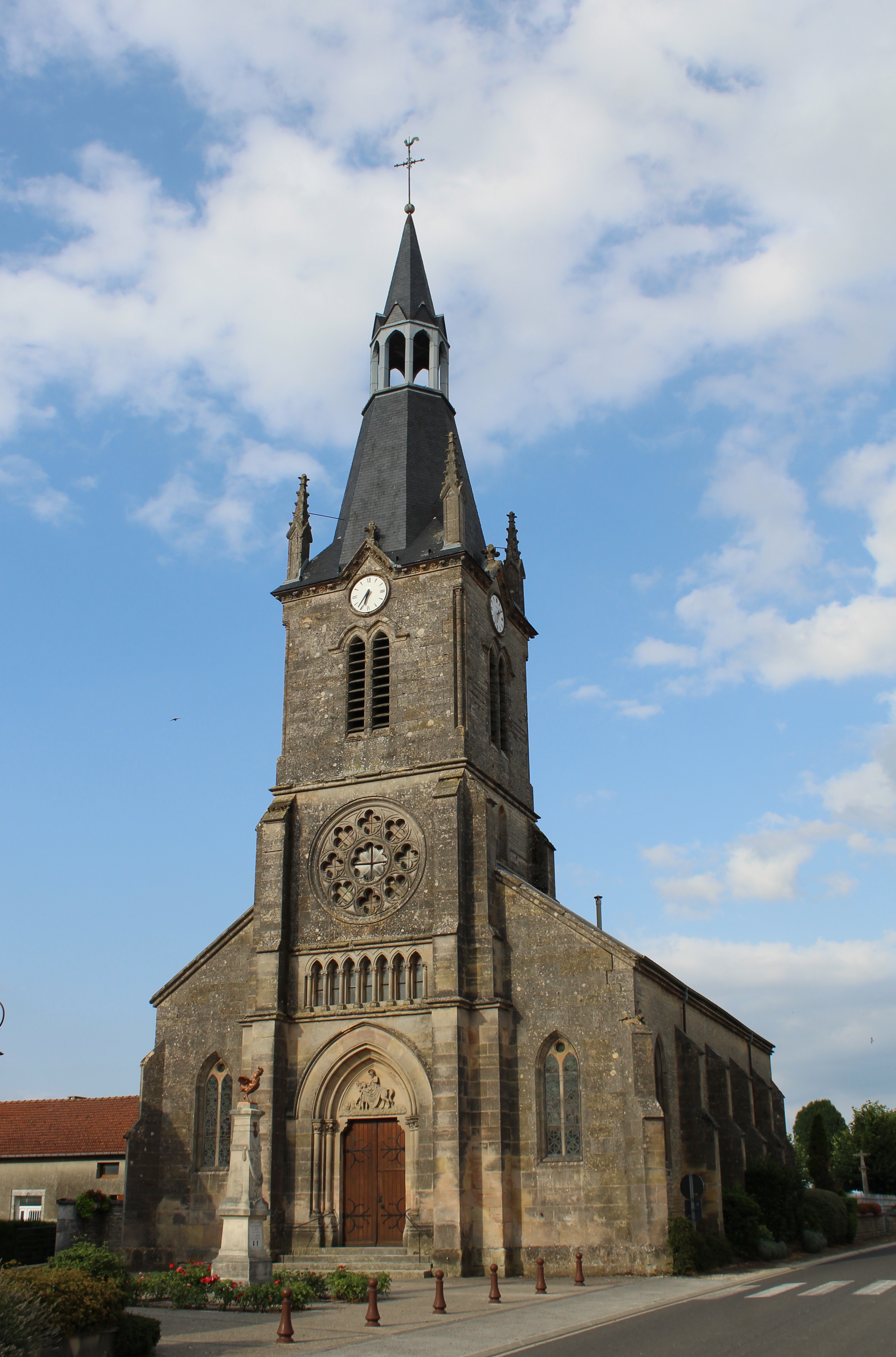
Kirche Saint-Martin

| Jahr                       | 1962 | 1968 | 1975 | 1982 | 1990 | 1999 | 2008 | 2019 |
| -------------------------- | ---- | ---- | ---- | ---- | ---- | ---- | ---- | ---- |
| Einwohner                  | 191  | 136  | 126  | 120  | 94   | 101  | 110  | 99   |
| Quellen: Cassini und INSEE |      |      |      |      |      |      |      |      |